# Djimon Hounsou
Djimon Gaston Hounsou (n. 24 aprilie 1964) este un actor și model beninez, dublu nominalizat la Premiul Oscar.

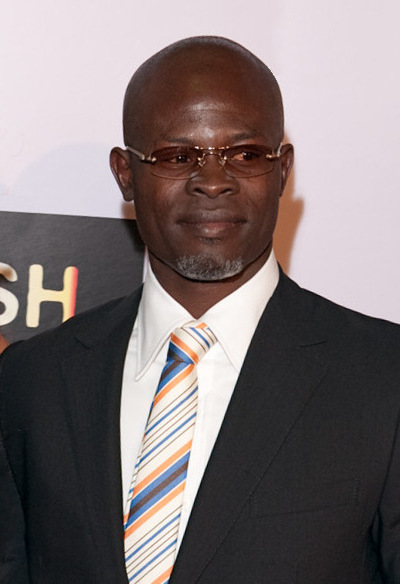
Hounsou în 2009

## Biografie
Djimon Hounsou s-a născut în Cotonou, Benin, în familia lui Albertine și Pierre Hounsou, un bucătar. El a emigrat în Lyon, Franța, la vârsta de treisprezece ani, împreună cu fratele său, Edmond. În 1987, Hounsou a devenit model și și-a început cariera în Paris. În 1990 s-a mutat cu traiul în Statele Unite.

## Filmografie
| An   | Titlu                                      | Rol                   | Note           |
| ---- | ------------------------------------------ | --------------------- | -------------- |
| 1990 | Without You I’m Nothing                    | Ex-boyfriend          |                |
| 1992 | Unlawful Entry                             | Prisoner on bench     |                |
| 1993 | Killing Zoe                                | Moïse (voce)          |                |
| 1994 | Stargate                                   | Horus                 |                |
| 1997 | Ill Gotten Gains                           | Fyah                  |                |
| 1997 | Amistad                                    | Cinqué                |                |
| 1998 | Deep Rising                                | Vivo                  |                |
| 2000 | Gladiator                                  | Juba                  |                |
| 2000 | The Middle Passage                         | Narator               | Documentar     |
| 2001 | The Tag                                    | Marshall              | Scurtmetraj    |
| 2002 | Le Boulet                                  | Detective Youssouf    |                |
| 2002 | The Four Feathers                          | Abou Fatma            |                |
| 2002 | In America                                 | Mateo                 |                |
| 2002 | Heroes                                     | Mystery Man           | Scurtmetraj    |
| 2003 | Biker Boyz                                 | Motherland            |                |
| 2003 | Lara Croft Tomb Raider: The Cradle of Life | Kosa                  |                |
| 2004 | Blueberry                                  | Woodhead              |                |
| 2005 | Constantine                                | Midnite               |                |
| 2005 | Beauty Shop                                | Joe                   |                |
| 2005 | The Island                                 | Albert Laurent        |                |
| 2006 | Blood Diamond                              | Solomon Vandy         |                |
| 2006 | Eragon                                     | Ajihad                |                |
| 2008 | Never Back Down                            | Jean Roqua            |                |
| 2009 | Push                                       | Henry Carver          |                |
| 2010 | The Tempest                                | Caliban               |                |
| 2011 | Elephant White                             | Curtie Church         |                |
| 2011 | Special Forces                             | Kovax                 |                |
| 2013 | Baggage Claim                              | Quinton Jamison       |                |
| 2014 | How to Train Your Dragon 2                 | Drago Bludvist (voce) |                |
| 2014 | Guardians of the Galaxy                    | Korath                |                |
| 2015 | Seventh Son                                | Radu                  |                |
| 2015 | Furious 7                                  | Mose Jakande          |                |
| 2015 | The Vatican Tapes                          | Vicar Imani           |                |
| 2015 | Air                                        |                       | Post-producție |
| 2016 | Same Kind of Different as Me               |                       | Post-producție |
| 2016 | Knights of the Roundtable: King Arthur     | Bedivere              | Filmare        |
| 2016 | Tarzan                                     | Chief Mbonga          | Filmare        |

## Televiziune
| An        | Titlu                | Rol                  | Note                               |
| --------- | -------------------- | -------------------- | ---------------------------------- |
| 1990      | Beverly Hills, 90210 | Doorman              | Episodul: "Class of Beverly Hills" |
| 1999      | ER                   | Mobalage Ikabo       | 6 episoade                         |
| 2000      | The Wild Thornberrys | Villager (voce)      | Episodul: "Luck Be an Aye-Aye"     |
| 2001      | Soul Food            | Victor Onuka         | Episodul: "Games People Play"      |
| 2003–2004 | Alias                | Kazari Bomani        | 3 episoade                         |
| 2010      | Black Panther        | Black Panther (voce) | 6 episoade                         |

## Premii și nominalizări
| An   | Premiu                    | Categorie                                                | Lucrare       | Rezultat     |
| ---- | ------------------------- | -------------------------------------------------------- | ------------- | ------------ |
| 2004 | Academy Awards            | Best Supporting Actor                                    | In America    | Nominalizare |
| 2007 | Academy Awards            | Best Supporting Actor                                    | Blood Diamond | Nominalizare |
| 2004 | Black Reel Awards         | Best Supporting Actor                                    | In America    | Câștigat     |
| 2007 | Black Reel Awards         | Best Supporting Actor                                    | Blood Diamond | Câștigat     |
| 2007 | Broadcast Film Critics    | Best Supporting Actor                                    | Blood Diamond | Nominalizare |
| 1998 | Golden Globes Awards      | Best Actor-Drama                                         | Amistad       | Nominalizare |
| 2004 | Independent Spirit Awards | Best Supporting Male                                     | In America    | Câștigat     |
| 1998 | NAACP Image Awards        | Outstanding Actor in a Motion Picture                    | Amistad       | Câștigat     |
| 2004 | NAACP Image Awards        | Outstanding Supporting Actor                             | In America    | Nominalizare |
| 2007 | NAACP Image Awards        | Outstanding Supporting Actor                             | Blood Diamond | Câștigat     |
| 2006 | National Board of Review  | Best Supporting Actor                                    | Blood Diamond | Câștigat     |
| 2001 | Screen Actors Guild       | Outstanding Cast in a Motion Picture                     | Gladiator     | Nominalizare |
| 2004 | Screen Actors Guild       | Outstanding Cast in a Motion Picture                     | In America    | Nominalizare |
| 2007 | Screen Actors Guild       | Outstanding Performance by an Actor in a Supporting Role | Blood Diamond | Nominalizare |